# 空中ディスプレイ
空中ディスプレイとは、光の反射を利用することで空中に映像を表示させる技術のことをいい、空中結像技術とも呼ばれる。特殊なメガネなどを用いずに、肉眼で目の前に映像が浮かび上がる。センサーや触覚を加えることで、空中タッチパネルとしても利用でき、コロナ時代に、感染防止に有効な非接触技術として内外の注目を集めることとなる。

## 歴史
1997年1月大坪誠が出願した光学結像装置に関する「特開平09-005503」を世界で初めて公開。反射素子を平面上に敷き詰めたものを空中結像デバイスとして説明。回折屈折に寄らない反射だけの空中結像、収束光を放出する概念に初めて着想。ただし、1回反射する光による結像のみを対象としていたため、結像光学素子としての機能は不十分であった。
一方「特開平09-005503」の図4に図示しているように、ガラスロッドの４面アルミ蒸着によるマイクロミラーアレイ構造は、既に「2面コーナーリフレクタ構造」を備えていた。これが後の「コーナーレス2面上下直交リフレクタ」の発見に繋がった。
2006年、独立行政法人（現国立研究開発法人）情報通信研究機構（NICT)と神戸大学において開発された二面コーナーリフレクタアレイを基本原理とする。2010年、発明者の前川聡がNICT発ベンチャーとして株式会社パリティ・イノベーションズを設立して実用化に取り組む。2011年、大坪誠が空中結像技術を実用化するために、広島で新たな技術開発に意欲的に取り組もうとしていたアスカネットで空中ディスプレイの実用化に成功する。2020年、パリティ・イノベーションズが300mm角のパリティミラー300を発売開始し、博報堂プロダクツから10インチ画面の空中タッチディスプレイが発表される。

## 導入事例
デジタルサイネージなどによるインパクトのある空間表現を可能にするだけでなく、空中タッチパネルとして利用することで、物体に触れないで操作をすることもでき、感染症予防対策のほか、衛生面を重視する医療現場などでも活用されている。（具体的には羽田イノベーションシティ、鉄道博物館、メルセデス・ベンツ日本、変なホテル ハウステンボスをはじめ様々な企業や施設で採用されている）
教育機関では初めて、2020年度より田園調布学園高等部が「土曜日 コアプログラム『探究』」にて 空中ディスプレイ技術を用いたWebコンテンツ制作講座を開始しており、特別講師としてユニコーンコンサルティング株式会社 代表取締役である小林玲王奈が務めている。
流通業界では、セブン-イレブン・ジャパンが2022年2月1日から東京都内のセブン-イレブン6店舗で非接触の空中ディスプレー技術を用いたキャッシュレスセルフレジ「デジPOS」の実証実験を順次開始した。
自治体においても、秋田県由利本荘市での日本初となる館内案内表示用端末としての空中ディスプレイ採用や、熊本県八代市役所や茨城県境町役場での受付発券機にも採用され、普及が進んでいる。